# Campionat britànic de trial 2019
La temporada de 2019 del Campionat britànic de trial fou la 69a edició d'aquest campionat, organitzat per l'ACU. El calendari oficial constava de 9 proves puntuables, celebrades entre el 23 de març i el 15 de setembre.

## Classificació final
| Posició | Pilot         | Motocicleta | Punts |
| ------- | ------------- | ----------- | ----- |
| 1       | Jack Price    | Gas Gas     | 164   |
| 2       | Toby Martin   | Beta        | 137   |
| 3       | Dan Peace     | Sherco      | 132   |
| 4       | Jack Peace    | Sherco      | 130   |
| 5       | Billy Green   | Montesa     | 87    |
| 6       | Andy Chilton  | Scorpa      | 86    |
| 7       | Iwan Roberts  | TRRS        | 79    |
| 8       | Hugo Jervis   | TRRS        | 65    |
| 9       | Jack Sheppard | Sherco      | 44    |
| 10      | James Dabill  | Beta        | 35    |